# 2017年世界陸上競技選手権大会セントビンセント・グレナディーン選手団
2017年世界陸上競技選手権大会セントビンセント・グレナディーン選手団は、2017年8月4日から8月13日までイギリスのロンドンで開催された第16回世界陸上競技選手権大会のセントビンセント・グレナディーン選手団、およびその競技結果。

## 選手団
- 人員: 選手 1人

## 選手名簿・結果
| 選手                 | 種目     | 予選   | 予選       | 準決勝   | 準決勝   | 決勝     | 決勝     |
| 選手                 | 種目     | 結果   | 順位       | 結果     | 順位     | 結果     | 順位     |
| -------------------- | -------- | ------ | ---------- | -------- | -------- | -------- | -------- |
| キモリエ・シャーマン | 男子400m | 47秒05 | 8着 (43位) | 予選敗退 | 予選敗退 | 予選敗退 | 予選敗退 |